# Roger Pyttel

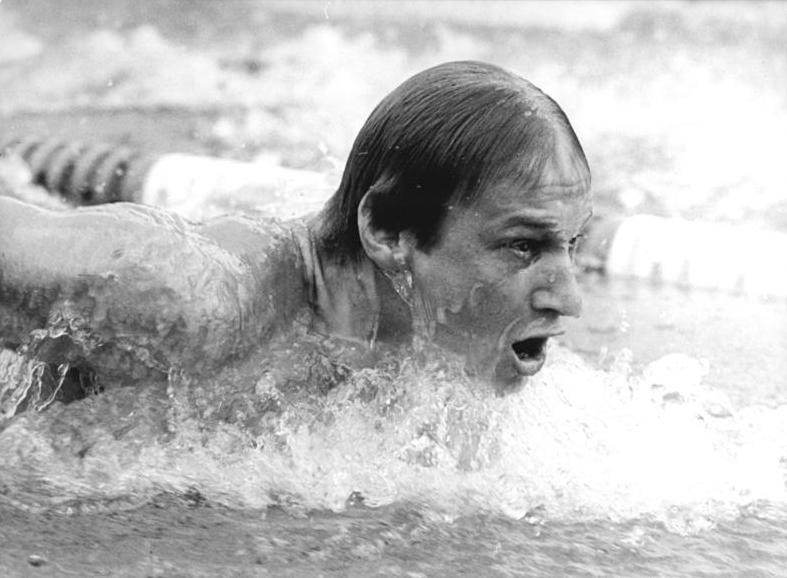
Pyttel bei den DDR-Meisterschaften in Leipzig (1977)

Roger Pyttel (* 8. Mai 1957 in Wolfen) ist ein ehemaliger deutscher Schwimmer.
Bereits 1972 nahm Pyttel für die DDR an den Olympischen Sommerspielen 1972 in München teil, scheiterte aber dort bereits in den Vorläufen über 100 Meter Freistil, 100 Meter Schmetterling, 200 Meter Schmetterling und über 4 × 200 Meter Freistil.
Seine größten Erfolge waren die Gewinne der Europameistertitel bei den Europameisterschaften 1974 in Wien und 1977 in Jönköping über die 100 Meter Schmetterling. Außerdem wurde er 1975 Vizeweltmeister über die 100 Meter und 200 Meter Schmetterling.
Im Jahr 1976 konnte er vor den Olympischen Spielen in Montreal einen Weltrekord über 200 Meter Schmetterling schwimmen, er blieb am 3. Juni 1976 in Berlin als erster Schwimmer in 1.59,63 min unter der 2-Minuten-Grenze. Bei den Spielen selbst konnte er seiner Favoritenrolle aber nicht gerecht werden und gewann, jeweils als Vierter über 100 Meter und 200 Meter Schmetterling, keine Medaille.
Bei den Olympischen Spielen 1980 in Moskau gewann er über 100 Meter Schmetterling die Silber- und über 200 Meter Schmetterling die Bronzemedaille.
Seit 2007 ist er als Trainer des Leistungs-Nachwuchses im Fürstenwalder Schwimmverein tätig.

## Auszeichnungen (Auswahl)
- 1980: Vaterländischer Verdienstorden in Silber

## Darstellung Pyttels in der bildenden Kunst
Georg Brendler: Bildnis des Schwimmers Roger Pyttel (1983, Mischtechnik, 100 × 100 cm)